# Eugenio Zaniboni
Eugenio Zaniboni (Riva del Garda, 10 gennaio 1871 – Arco, 4 marzo 1926) è stato un giornalista, germanista e traduttore italiano, noto per la traduzione italiana integrale del Viaggio in Italia di Goethe, pubblicato da Sansoni nel 1924 e più volte ristampato.

## Biografia
Nato a Riva del Garda il 10 gennaio 1871 frequentò gli studi prima a Riva e poi al Liceo di Rovereto. Frequentò poi le Università di Innsbruck, Strasburgo e Vienna. Fu compagno di Cesare Battisti e partecipò al movimento irredentista. 
Trasferitosi nel 1895 a Napoli vi si laureò in lettere e filosofia e vi lavorò come docente di tedesco ma soprattutto come giornalista. Fece infatti parte del gruppo di organizzatori del giornalismo meridionale che faceva capo a Edoardo Scarfoglio e alla moglie Matilde Serao. In tale contesto entrò in rapporto con intellettuali e letterati come Benedetto Croce, il Verga, Borgese, Salvatore Di Giacomo, Guido Manacorda.
Fu redattore del Pungolo (con lo pseudonimo di Cino Spada), collaboratore del Don Marzio, de La Palanca di Milano, de Il Marzocco. Scrisse per numerosi giornali tra cui Il Resto del Carlino, La Stampa, Corriere della Sera.
Nel 1912 si trasferì in Germania quale lettore d'italiano all'Università di Monaco e a quella di Erlangen. Tornato in Italia dopo la conclusione della prima guerra mondiale, fu a Catania per tre anni come docente e giornalista, e strinse amicizia con Giovanni Verga, entrando a far parte del "Circolo Unione". Nel 1921, lasciata la Sicilia, tornò a Napoli, nel duplice impegno di insegnante e di giornalista de Il Mezzogiorno, redattore in particolare della terza pagina.
Alla fine del 1925, nonostante stesse per essere nominato titolare della cattedra di letteratura tedesca all'Università di Napoli, fu costretto, per gravi motivi di salute, a tornare in Trentino, la sua terra natale, dove si spense il 4 marzo 1926, a soli 55 anni. Le spoglie furono inumate, per suo espresso desiderio, nel cimitero di Riva del Garda, accanto a quelle del padre e della madre.

## Opere
- Dante nel Trentino, Zippel, Trento, 1896.
- Nel nome d'Italia. Lettere al "Pungolo", Napoli, 1903.
- La "Italienische Reise" del Goethe e la sua fortuna in Italia, Morano, Napoli, 1906.
- Uno zingaro trentino del secolo XVIII – Giacomo Gotifredo Ferrari, musicista e viaggiatore, Zippel, Trento, 1907.
- L'Italia alla fine del secolo XVIII nel "Viaggio" e nelle altre Opere di J. W. Goethe (con la scorta dei principali viaggiatori stranieri): Il Trentino, Ricciardi, Napoli, 1907.
- Un complotto goethiano a Roma per il "Tasso" e contro il "Werther", Landi, Firenze, 1909.
- Alberghi italiani e viaggiatori stranieri (sec. XIII-XVIII), Detken e Rocholl B. Johannowsky, Napoli, 1921.
- J. W. Goethe, Viaggio in Italia, traduzione di E. Zaniboni, 3 voll. Sansoni, Firenze, 1924.